# Nowaja Derewnja
Nowaja Derewnja (russisch Новая Деревня, wörtlich „Neues Dorf“;  deutsch  Alt Gertlauken, auch: Neu Gertlauken, litauisch Senieji Gertlaukiai, von prußisch Gertlaucks) ist eine Siedlung in der russischen Oblast Kaliningrad. Sie liegt an der Regionalstraße 27A-014 (ex R514) und gehört zur kommunalen Selbstverwaltungseinheit Stadtkreis Polessk im Rajon Polessk.

## Geschichte

### Alt Gertlauken
Der prußische Name Gertlaucks bedeutet Huhnfeld (prußisch gerto: ‚Huhn‘). Das Dorf gehörte seit dem 19. Jahrhundert zum Kreis Labiau. Das spätere Alt Gertlauken und damalige Gertlawken wurde im Jahre 1402 das erste Mal erwähnt. Zwischen 1874 und 1945 war der Ort Amtsdorf und namensgebend für den neu errichteten Amtsbezirk Gertlauken, der zum Kreis Labiau im Regierungsbezirk Königsberg der preußischen Provinz Ostpreußen gehörte. Ihm waren zugeordnet neben der Landgemeinde Alt Gertlauken auch der Gutsbezirk Gertlauken (Forst), der 1929 in den Amtsbezirk Sternberg (Forst) (ab 1931: „Amtsbezirk Sternberg“) umgegliedert wurde, außerdem die Landgemeinden Alt Kirschnabeck (1938–1946: Kirschbeck, russisch: Nowodworki, nicht mehr existent) und Leiszen (1936–1938: Leischen, 1938–1946: Hirschdorf, russisch: Nowodworki, nicht mehr existent).
Im Jahre 1910 zählte Alt Gertlauken 690 Einwohner. Es wurden in den 1920er Jahren noch Meiler zur Herstellung von Holzkohle betrieben. Das Dorf war durch seine Meiler berühmt.
Die Einwohnerzahl stieg bis 1933 auf 829 und betrug 1939 noch 788. Im Jahr 1945 wurde Alt Gertlauken von der Roten Armee erobert und mit dem gesamten Nordteil Ostpreußens der Russischen SFSR der Sowjetunion zugeordnet.

### Neu Gertlauken (Geroiskoje)
In den Jahren 1830 bis 1840 wurde die Kolonie Neu Gertlauken gegründet, die aus sehr verstreut liegenden kleinen Gehöften bestand. Diese gehörte mit zur Landgemeinde Alt Gertlauken. Im Jahr 1947 wurde der Ort unter der Bezeichnung Geroiskoje als eigenständiger Ort in den Dorfsowjet Nowoderewenski selski Sowet eingeordnet. Geroiskoje wurde offenbar um 1980 an den Ort Nowaja Derewnja angeschlossen.

### Nowaja Derewnja

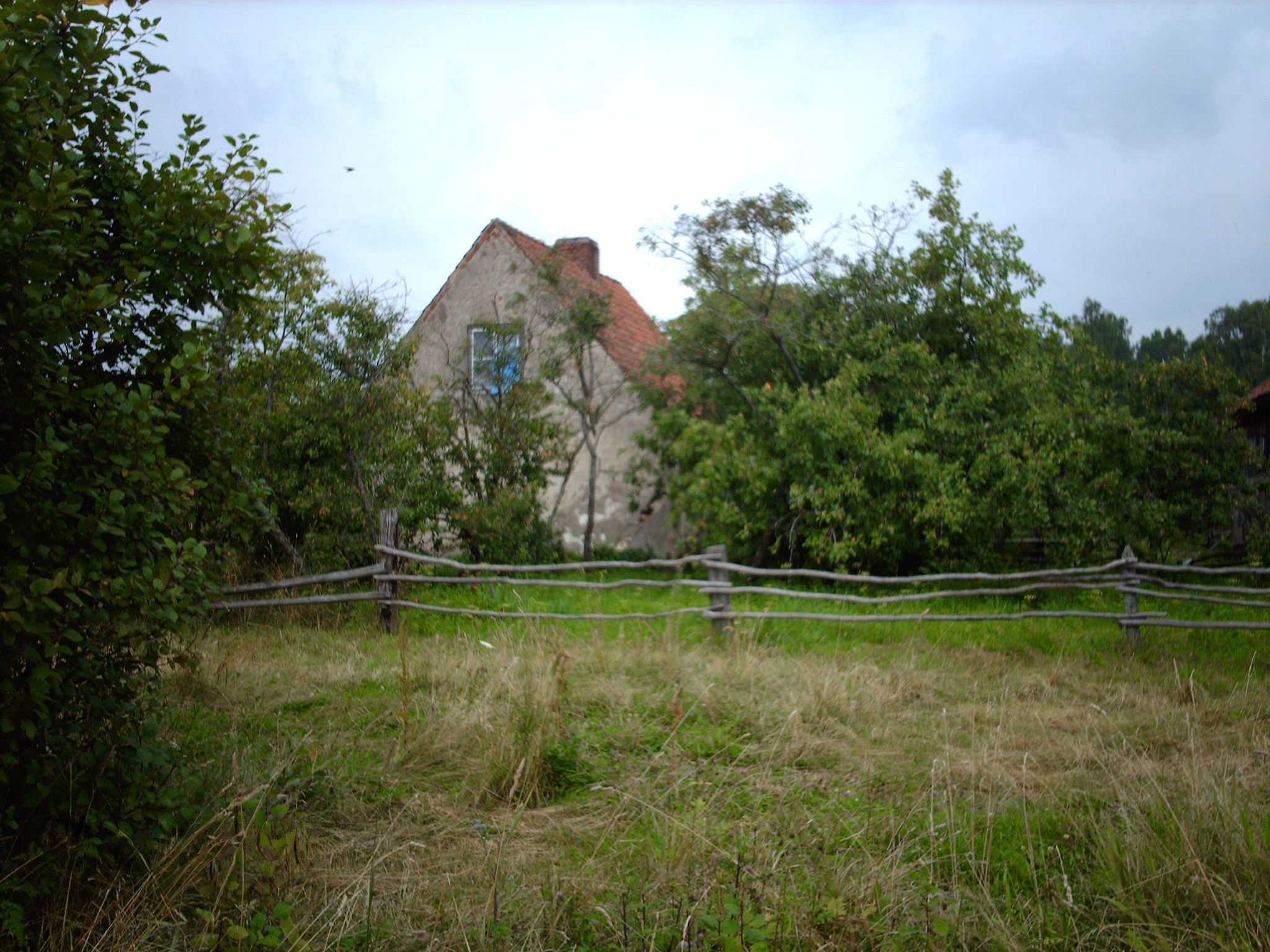
Altes Haus in Nowaja Derewnja

Im Jahr 1947 wurde Alt Gertlauken in Nowaja Derewnja umbenannt. Der Ortsname existiert in Russland etwa 70 Mal. Gleichzeitig wurde der Ort Sitz eines Dorfsowjets. Nach dessen Auflösung gelangte Nowaja Derewnja (vermutlich) im Jahr 1961 in den Dorfsowjet Saranski selski Sowet. Von 2008 bis 2016 gehörte der Ort zur Landgemeinde Saranskoje selskoje posselenije und seither zum Stadtkreis Polessk.

#### Nowoderewenski selski Sowet 1947–1961
Der Dorfsowjet Nowoderewenski selski Sowet (ru. Новодеревенский сельский Совет, Nowoderewenski selski Sowet) wurde im Juni 1947 eingerichtet. Sämtliche Orte dieses Dorfsowjets wurden durch den Umbenennungserlass von November 1947 festgestellt. Im Jahr 1961 wurde der Dorfsowjet wieder aufgelöst und (offenbar) an den Saranski selski Sowet angeschlossen.
| Ortsname                        | Name bis 1947/50 |
| ------------------------------- | --- |
| Dalneje (Дальнее)               | Pettkuhnen |
| Furmanowka (Фурмановка)         | Friedrichsburg |
| Geroiskoje (Геройское)          | Neu Gertlauken |
| Grigorjewka (Григорьевка)       | Sprindlack, Groß Balzerischken, 1938–1945: „Balzershof“, Groß Birkenfelde und (Adlig) Rathswalde                               |
| Isobilnoje (Изобильное)         | Dedawe, 1938–1945: „Deimehöh“, Klein Fließ, und (Adlig) Rathswalde                                                             |
| Iwanowka (Ивановка)             | Adlig Bärwalde, Groß Bärwalde, Klein Ernstburg, Imbärwalde, Neu Bärwalde und Adlig Bielkenfeld, seit 1916: (Adlig) Goltzhausen |
| Krasny Bor (Красный Бор)        | Krakau, (Klein) Steindorf, Peremtienen, Skrusdienen, 1938–1945: „Steinrode“, und Müllershorst [Fh.]                            |
| Meschdulessje (Междулесье)      | Kukers, Jodeiken und Knäblacken                                                                                                |
| Nowaja Derewnja (Новая Деревня) | Alt Gertlauken |

## Kirche
Die mehrheitlich evangelische Bevölkerung Alt und Neu Gertlaukens war bis 1945 in das Kirchspiel der Kirche Laukischken (russisch: Saranskoje) eingepfarrt. Es gehörte zum Kirchenkreis Labiau in der Kirchenprovinz Ostpreußen der Kirche der Altpreußischen Union. Heute liegt Nowaja Derewnja im Einzugsbereich der neu entstandenen evangelisch-lutherischen Gemeinde in Lomonossowka (Permauern, 1938–1946 Mauern), einer Filialgemeinde der Auferstehungskirche in Kaliningrad (Königsberg) in der Propstei Kaliningrad der Evangelisch-lutherischen Kirche Europäisches Russland.